# Vita Witek
Vita Witek   (Copenhaguen, 27 de setembre de 1868 - Bayreuth, 25 de juny de 1925) va ser una pianista i directora d'orquestra danesa, establerta a Berlín de 1884 a 1909 i als Estats Units des de 1910.

## Educació
Vita Friese es va formar com a pianista amb Theodor Leschetizky i Teresa Carreño.

## Carrera
A Europa

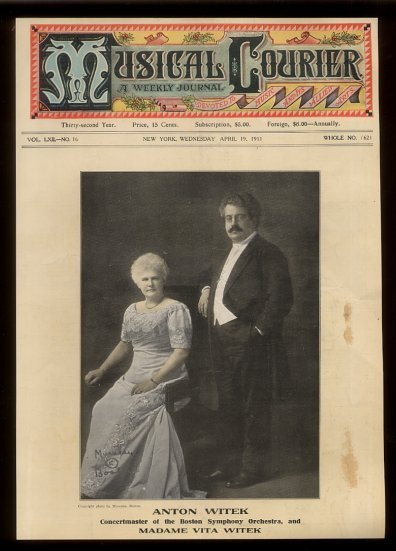
Vita i Anton Vitek, a la portada de Musical Courier el 1911

Gerhardt va fer el seu debut a Berlín el 1884. Sovint va actuar amb el violinista Anton Witek; van fer una gira junts per Europa, i van fer la primera interpretació pública de la Sonata per a violí en sol menor de Richard Gompertz, el 1901. Amb el violoncel·lista rus Joseph Malkin, van formar el Trio Filharmònic de Berlín el 1903. També era coneguda com a directora d'orquestra a Berlín.
Als Estats Units
Poc després de casar-se amb Anton Witek el 1909, es va traslladar als Estats Units, on el seu marit era concertista de l'Orquestra Simfònica de Boston. Van fer recitals junts a les ciutats de Nova York, Baltimore i Boston. També van continuar actuant amb Joseph Malkin, com el trio Witek-Malkin. Va donar suport als pianos Mason & Hamlin en anuncis el 1911. Va ensenyar piano a la Von Ende School of Music de Nova York a partir de 1912, i va formar part de la junta d'examinadors de l'escola.

## Vida personal
Vita Friese Gerhardt Witek es va casar dues vegades. Es va casar amb Anton Witek el 1909. El 1912, la revista The Violinist afirmava que «Frau Witek diu enfàticament que una dona no hauria de renunciar a la música només perquè estigui casada». El seu fill Hjalmar Gerhardt també va ser músic. Després de la mort de Gerhardt Witek, el seu marit, Anton Witek, es va tornar a casar el 1926 amb la violinista estatunidenca Alma Rosengren.